# Косово (область)

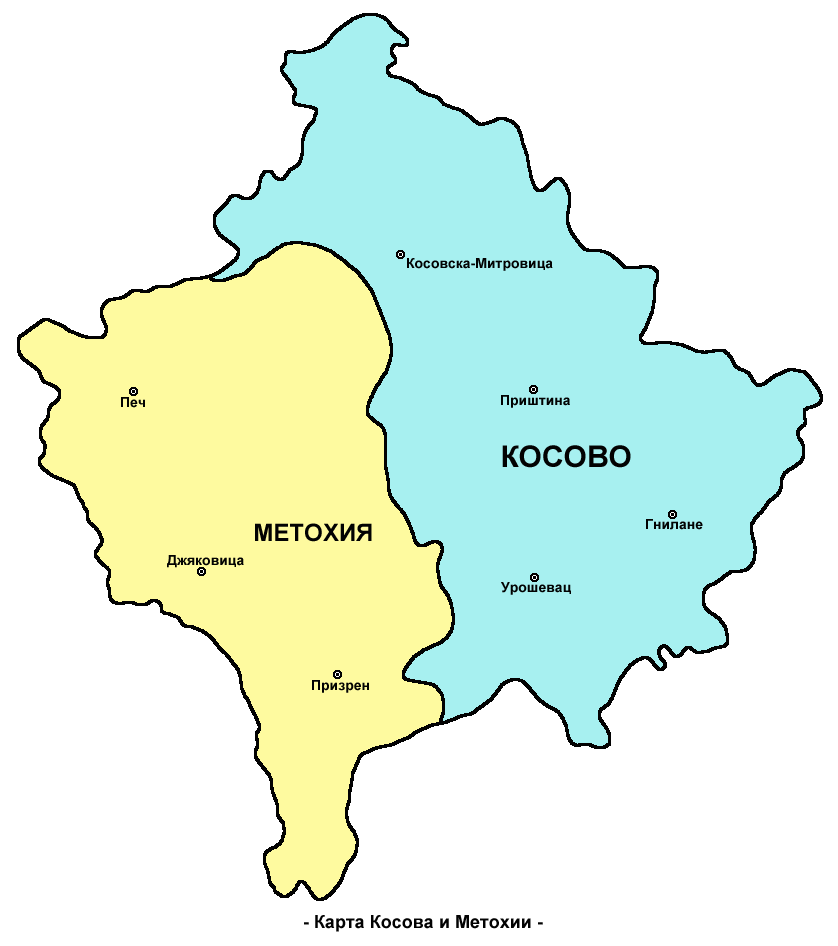
Карта Косова и Метохии

Ко́сово (по названию местности, где в 1389 году произошло сражение между сербами и турками; серб. Косово / Kosovo, алб. Rrafshi i Kosovës) — историческая и географическая область на Балканском полуострове. Согласно административно-территориальному делению Сербии, составляет автономный край Сербии Косово и Метохия. Фактически контролируется частично признанной Республикой Косово.
В приближённом переводе с сербского языка Косово означает «земля чёрных дроздов».

## История
Иллирийцы жили на территории современного Косова ещё в античные времена. Но к моменту завоевания Косова османами вся его территория, в основном, уже была населена сербами. Столетия спустя после битвы на Косовом поле сербы неоднократно, волнами переселялись от османского ига на север, в Венгерское королевство. Само Косово находились под властью турок вплоть до 1912 года. Османские власти создавали административно-территориальные единицы (эялеты, позже вилайеты) таким образом, что в составе одного эялета проживало смешанное население: албанцы, греки, влахи, сербы, болгары. По такому же принципу был создан в 1836 году и Косовский эялет. Северо-восточные области Косова в большей степени были заселены сербами, юго-западные — в большей степени албанцами.
В ходе Первой Балканской войны в 1912 году Косово заняли черногорские войска. После этого территория Косово была разделена между Черногорией и Сербией. 
После Первой мировой войны Косово в результате объединения Сербии и Черногории Косово оказалось в составе Королевства сербов, хорватов и словенцев (с 1929 года — Королевство Югославия). С 1941 года по 1944 год Косово было оккупировано фашистской Италией и было включено в состав Великой Албании. На территории Косова албанскими коллаборационистами проводились массовые убийства сербов и черногорцев, и отправка их в концлагеря.
C 1945 года в новой Югославии Косово было включено в состав Сербии, территория была населена значительным количеством албанцев. Косово получило статус автономной области (Косовско-Метохийская автономная область). В апреле 1963 года его автономия была немного расширена: Косово стало автономным краем. В ноябре 1968 года был образован Социалистический автономный край Косово, из его названия было убрано слово «Метохия». 
В 1960-е и 1970-е годы многие сербы уехали в другие области Сербии за лучшим уровнем жизни, Косово было самой бедной частью Югославии. Однако уровень жизни там все же был выше, чем в Албании. Надеясь присоединить Албанию, Тито поощрял албанцев на переезд из Албании в Косово. За время с конца Второй мировой войны до смерти Тито численность албанцев утроилась как за счёт переезда, так и за счёт наивысшей рождаемости в Европе.
В 1980-е годы албанские студенты начали требовать больше независимости для республики, митинги сопровождались сербскими погромами и новой волной переселения сербов из края. В марте 1989 года автономия Косова была фактически отменена. Был образован автономный край Косово и Метохия. Фактически власть в крае была отдана сербам. Это привело к большему недовольству среди албанского населения. Положение албанцев значительно ухудшилось: они остались без работы, образования и медицинского обслуживания. 
Сотни тысяч албанцев были вынуждены бежать за границу. Возникло движение сопротивления, которое провозгласило Косово независимым в 1991 году. Это не было признано международным сообществом. Сопротивление носило мирный характер до 1998 года, когда Армия освобождения Косова, нападая на силовиков и гражданских сербов, начала партизанские действия, перешедшие в полномасштабную войну. Военное противостояние было наибольшим в 1998, когда АОК контролировала половину края. Западные страны осуждали способы, которыми Сербия пыталась подавить восстание. Особенный гнев вызвала массовая резня в Рачаке, после чего западные страны потребовали ввести на территорию миротворческие войска. Сербия на это не согласилась, и боевые действия продолжились.
24 марта 1999 года войска НАТО начали бомбардировку Югославии. Решение приняли без мандата ООН, так как Россия была против. Бомбардировки длились десять недель, и президент Сербии Слободан Милошевич отвёл войска из Косова. Кровопролитие в Косово было остановлено. Совет безопасности ООН в решении 1244 постановил, что Косово входит в Сербию и что будущая форма края — расширенная автономия. С этого времени в Косове находится международная администрация — Миссия ООН в Косове.
17 февраля 2008 года Республика Косово в одностороннем порядке провозгласила свою независимость. Сербия отказалась признавать независимость Косова, так как это её исторические земли. На 1 января 2022 года независимость Косова была признана 96 странами — членами ООН.
14 декабря 2022 года президент Косово Вьоса Османи, премьер-министр Альбин Курти и спикер парламента Глаук Конюфца подали заявку на вступление в Европейский союз.

## Города
- Приштина
- Косово Поле (город)
- Косовска-Митровица
- Гнилане
- Урошевац